# 이일민
이일민(본명: 이걸, 李一玟, 1992년 8월 31일 ~ )은 대한민국의 배우이다. 내일은 미스터트롯에 참가자로 출연한 이후에는 트로트 가수의 활동을 시작하기도 하였다.

## 학력
- 은일정보산업고등학교
- 한양대학교 연극영화학과 학사

## 연기 활동

### 드라마
- 2009년 MBC 주말 특별기획 《보석비빔밥》 ... 궁호박 역
- 2011년 KBS2 주말연속극 《사랑을 믿어요》 ... 고영수 역
- 2016년 KBS2 TV소설 《저 하늘에 태양이》 ... 김윤석 역

### 영화
- 2013년 《노브레싱》 ... 수영부 2 역

### 공연
- 2011년 《웨스트 사이드 스토리》